# 1 ТВ (Северна Македония)
1 ТВ е национален телевизионен канал в Северна Македония, създаден през 2018 г. Собственик на телевизията става Боян Йовановски (по-известен като Боки 13), а неин главен редактор – Ацо Кабранов.
На 5 септември 2019 г. телевизията спира излъчване, по собствена инициатива. Причината е задържането на нейния собственик Божан Йовановски – Боки 13, който е един от заподозрените по дело за рекет. Уебсайтът на телевизията продължава да работи.